# Албрехт Пенк
Албрехт Пенк (Лајпциг, 25. септембар 1858 — Праг, 7. март 1945) био је немачки географ и геолог. Посебно се посветио геоморфологији, климатологији и глацијацији.
Пенкови родитељи, мајка Елизабет и отац Емил Пенк били су књижари и трговци. 1886. године оженио се Илдом Гангхофер у Минхену. Са Илдом је имао двоје деце, Валтера и Елсе Пенк. Син Валтер се такође бавио геоморфологијом.

## Почеци
Након завршетка средње школе, Пенк од 1875. студира хемију, ботанику, минерологију и геологију у Лајпцигу. Студије успешно завршава 1878. године.

Године 1879, после научног путовања кроз северну Немачку и јужну Скандинавију, објављује рад „Формирање стена у северној Немачкој“. У њему први пут износи теорију о трострукој глацијацији на северу централне Европе. Након тога Пенк је постао и први професор географије на Универзитету у Минхену, а од 1885. прихватио је место на новоформираној катедри за физичку географију на Универзитету у Бечу. У Бечу је поред редовних предавања водио и студентске екскурзије. 
 Током студијских путовања обишао је Енглеску, Шпанију, Мароко, Шкотску, Ирску, Канаду, САД, Мексико, Египат, Јужну Африку, Хаваје, Јапан, Кину, Аустралију, Сибир и многа друга места.

## Пријатељство са Јованом Цвијићем
У време док је предавао на Универзитету у Бечу, њега је похађао Јован Цвијић. Објављивањем своје докторске дисертације „Das Karstphänomen“, Цвијић је многе битне научнике тог времена заинетесовао за феномен краса, па и самог Пенка. Инспирисан Цвијићевим радом Пенк је 1899. године организовао екскурзију у Далмацији, Босни и Херцеговини, и тамо се бавио истраживањем краса. Пенк и Цвијић су од тада постали веома добри пријатељи и одржавали су везе све до краја Цвијићевог живота.

## Битни радови
У раду са Едуардом Бринкером „Алпи током Леденог доба“, који је изашао у 3 тома у периоду 1901-1909, проценио је да је од последњег захлађења на Земљи прошло 20.000 година, а да је укупно трајање Плеистоцена 650.000 година. Пенк ту износи схватање да су се у току Плеистоцена сменила 4 ледена доба: Гинц, Миндел, Рис и Вирм.
Године 1891. Пенк је израдио прву мапу у размеру 1:1000000

## Достигнућа и награде
1906. је именован за управника одељења за географију на Хумболтовом универзитету (тада Фридрих Билхејм универзитет) и управника новоотвореног Института и музеја океанографије. Исте године постао је и члан Краљевске академије наука у Бечу. Током 1908/1909 предавао је на Јејлу и Универзитету Колумбија, као професор на размени. 1907. је остварио почасне докторате на Уневерзитету у Кејптауну и на Оксфорду, а 1927. и на Колумбији и Инзбруку.

## Познати ученици
Ученици су му били: Јован Цвијић, Едуард Бринкер, Алфред Мерц, Хуго Хасингер, Херман Лаугензал, Емил Мајнен, Алфред Грунд.